# Латакия (аэропорт)
Международный аэропорт Латакия (араб. مطار اللاذقية الدولي‎) — международный аэропорт, расположенный в 25 километрах к югу от Латакии, Сирия.
Пассажирский терминал открыт в 1983 году; командно-диспетчерский пункт в 1989. До конца 2024 года, аэропорт был официально наименован в честь Басиля Асада (1962—1994) (араб. مطار باسل الأسد الدولي), сына покойного президента Сирийской Арабской Республики Хафеза Асада и брата бывшего президента САР Башара Асада; до 2016 года – аэропорт Хмейми́м (араб. مطار حميميم).
К аэропорту непосредственно примыкает посёлок Хмаимим. На аэродроме с 2015 года находится Российская авиабаза Хмеймим.

## История
Высота аэропорта над уровнем моря составляет 48 метров; длина взлётно-посадочной полосы — 2797 метров.